# Strekov
Strekov is een Slowaakse gemeente in de regio Nitra, en maakt deel uit van het district Nové Zámky.
Strekov telt 2216 inwoners.